# Ellis Valentine
Ellis Clarence Valentine (né le 30 juillet 1954 à Helena, Arizona, États-Unis) est un ancien voltigeur de droite au baseball ayant joué dans les Ligues majeures de 1975 à 1985, principalement pour les Expos de Montréal.
Il a été sélectionné une fois pour le match des étoiles du baseball majeur (1977) et remporté un Gant doré (1978) pour ses qualités défensives.

## Carrière
Ellis Valentine est un choix de deuxième ronde des Expos de Montréal en 1972. Il joue sa première partie dans les majeures avec cette équipe le 3 septembre 1975 et frappe 12 coups sûrs en seulement 33 présences au bâton dans le dernier mois de la campagne. Promis à un bel avenir, il joue à la hauteur de son talent en 1977, année de sa seule sélection pour la partie d'étoiles, alors qu'il frappe dans une moyenne de ,293 avec 25 circuits et 76 points produits en 127 parties. 
En 1978, il affiche exactement les mêmes totaux de circuits et de points produits, mais en 151 matchs, et reçoit un Gant doré comme meilleur voltigeur de droite défensif de la Ligue nationale.
En 1979, Valentine produit un sommet personnel de 82 points pour Montréal.
En 1980, il est en voie de connaître sa meilleure année lorsqu'il est atteint en plein visage par un lancer lors d'un match le 30 mai. Il est à l'écart du jeu pour 40 parties et termine la saison avec 67 points produits en 86 parties.
La carrière d'Ellis Valentine a été ralentie par de nombreuses blessures, incluant une mystérieuse blessure à la fesse ayant longtemps alimenté les sarcasmes des partisans montréalais, et par ce qui a été perçu par plusieurs comme un manque général d'ardeur au travail. De plus, Valentine abusait des drogues. Malgré son immense talent, le joueur déçut beaucoup et ne remplit jamais les promesses qu'entretenaient les recruteurs des Expos à ses débuts. Le 29 mai 1981, les Expos, en route vers leur premier championnat, échangent Valentine aux Mets de New York contre le releveur Jeff Reardon et le voltigeur Dan Norman.
Valentine joue pour les Mets en 1981 et 1982, puis s'aligne avec les Angels de la Californie (1983) et les Rangers du Texas (1985). En 894 parties dans les majeures, il a frappé 881 coups sûrs dont 123 circuits, a produit 474 points et en a marqué 380. Sa moyenne au bâton s'élève à ,278 en 10 saisons.